# Hijack 1971
Hijack 1971 (en hangul, 하이재킹; romanización revisada, Haijaeking; literalmente, «Secuestro») es una película surcoreana de acción y suspenso escrita por Kim Kyeong-chan, dirigida por Kim Seong-han, y protagonizada por Ha Jung-woo, Yeo Jin-goo, Sung Dong-il y Chae Soo-bin. Se estrenó en Corea del Sur el 21 de junio de 2024.

## Sinopsis
1971, aeropuerto de Sokcho en la provincia de Gangwon. Un avión se prepara para el despegue: los pilotos Gyu-sik Tae-in tienen que llevarlo a Gimpo, y los pasajeros son guiados por la asistente de vuelo Lee Ok-soon. De repente, explota una bomba y el interior del avión se convierte en un caos. Un hombre (Yong-dae) grita: «¡A partir de ahora, este avión se dirige hacia el norte!» y toma el control de la cabina. En el momento en que cruzan la línea de alto el fuego entre los dos países, es posible que la tripulación, así como todos los pasajeros del avión, nunca puedan regresar a sus casas. Se desarrolla un suspenso extremo mientras arriesgan sus vidas en el espacio limitado de un avión de pasajeros. El capitán Gyu-sik pierde la vista en un ojo debido al impacto de la explosión, y Tae-in y Ok-soon comienzan una lucha desesperada para lograr que el avión aterrice de forma segura.

## Reparto

### Principal
- Ha Jung-woo como Tae-in, copiloto. Fue un prometedor piloto de combate de la Fuerza Aérea que se convirtió en piloto civil después de ser expulsado de ella por insubordinación, ya que desobedeció la orden de derribar un avión de pasajeros que se sospechaba secuestrado, situación idéntica a la que ahora le tocará vivir desde otro punto de vista.[4]
- Yeo Jin-goo como Yong-dae, el secuestrador. Quiere ir a Corea del Norte después de ser discriminado y despreciado en el sur porque su hermano mayor es oficial del Ejército Popular de Corea. Después incluso fue acusado falsamente y condenado. Cuando sale de la cárcel, y habiendo muerto su madre, no quiere seguir viviendo en el sur. Sube al avión con una bomba casera oculta.[5][6]
- Sung Dong-il como Gyu-sik, comandante del avión.[4]
- Chae Soo-bin como Lee Ok-soon, asistente de vuelo que tiene que mediar entre el secuestrador y los pasajeros.[4]

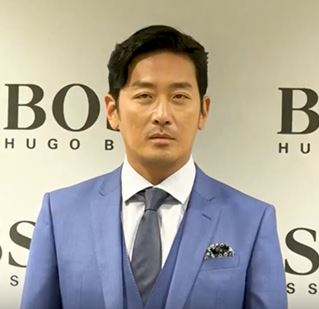
Ha Jung-woo

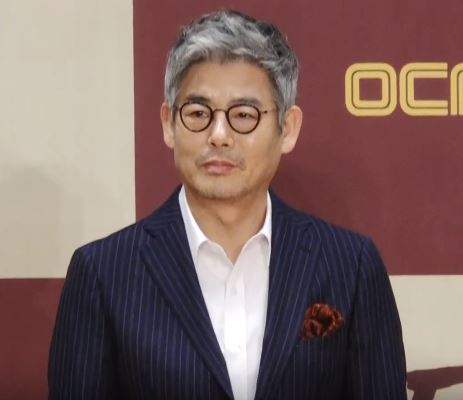
Sung Dong-il

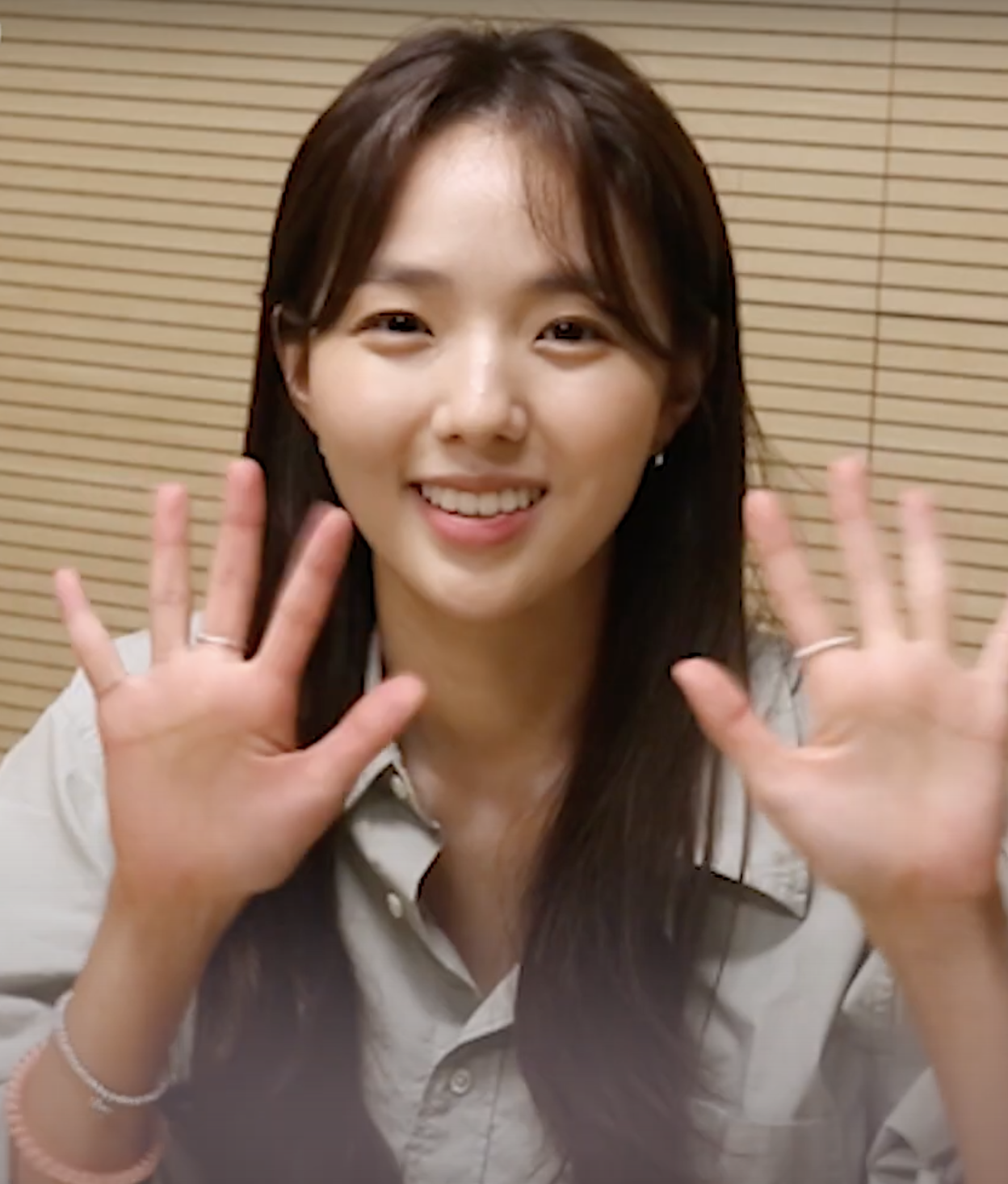
Chae Soo-bin

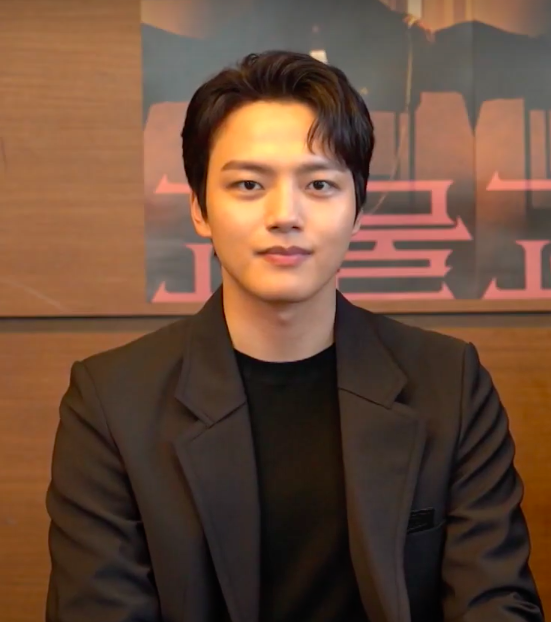
Yeo Jin-goo

### Secundario
- Moon Yoo-kang como Chang-bae, un oficial de seguridad de vuelo de Korean Air.[7]
- Kim Dong-wook como Choi Dong-cheol, un piloto de la Fuerza Aérea y subalterno de Tae-in.[8][9]
- Choi Kwang-il como Seo Min-soo, el copiloto del YS-11 y superior de Tae-in durante su tiempo en la Fuerza Aérea.[10]
- Kim Jong-soo como Jang Young-hwan, comandante de la Fuerza Aérea destinado en la base de Gangneung.[10]
- Jeong Ye-jin como Lee Soo-hee, una profesora de inglés a bordo del avión que cuida de Han-bong.
- Moon Woo-jin como Lee Han-bong, un estudiante de la escuela secundaria Woochang, pasajero del avión.[6]
- Im Se-mi como Moon-young, la esposa de Tae-in (aparición especial).[11][12]
- Kim Sun-young como Young-sook, superiora de Tae-in de la Fuerza Aérea y esposa de Min-soo, que fue secuestrada.[7]
- Kim Chul-yoon como Nam-il, un pasajero que va de luna de miel.
- Park Ji-hwan como el inspector Kim.[13]
- Park Soo-young como un oficial de policía.[14]

## Producción y estreno
La trama de la película está basada en un hecho real: el intento de secuestro del vuelo Korean Air F27 en 1971, con el objetivo de  dirigirse a Corea del Norte a través de la línea de demarcación. Con motivo de su estreno, se organizó un reencuentro entre pasajeros y una azafata del mismo, más de cincuenta años después.
Es el primer filme que dirige Kim Seong-han; antes fue asistente de dirección en Asura: The City of Madness y 1987: When the Day Comes, entre otros. El guionista Kim Kyung-chan es precisamente el mismo de esta última, así como el director musical Kim Tae-seong. Y también los protagonistas Ha Jung-woo y Yeo Jin-goo aparecieron en ella. El escenario de la trama es la cabina de un pequeño avión de pasajeros; en este espacio angosto actuaron los casi sesenta actores del filme. Las audiciones y la preproducción se estaban completando en agosto de 2022, y se preveía comenzar el rodaje a finales de otoño. La productora contaba con un presupuesto de unos 13 000 millones de wones.
Algunas de las escenas y maniobras del avión se crearon por CGI. Sobre el vuelo acrobático, no hay constancia de que se hubiera realizado en los informes y las declaraciones de los testigos del secuestro real. Según algunos expertos, es muy improbable que un avión de pasajeros como el del filme pueda llevar a cabo con éxito el giro Immelmann que realiza el copiloto Tae-in justo antes de cruzar la línea de demarcación con el Norte. Se trata de un F27, un modelo de doble hélice y 50 asientos fabricado en 1969, cuya tecnología, estructura y rendimiento del motor, al menos con los pasajeros a bordo, haría muy difícil, si no imposible, la maniobra.

### Promoción
El 10 de mayo de 2024 el equipo de producción anunció la fecha del estreno y lanzó el primer avance y el primer cartel de la película. Como parte de las actividades de promoción, los cuatro protagonistas participaron conjuntamente en una sesión fotográfica y entrevistas para el número de junio de la revista Vogue Korea.
El filme se presentó en conferencia de prensa en Yongsan CGV el 13 de junio de 2024. El director Kim Seong-han la presentó como «una historia sobre las decisiones de las personas al final de sus vidas. Yong-dae toma una decisión al final de su vida porque quiere vivir, y Tae-in toma otra decisión porque quiere salvar a sus pasajeros. Quería compartir mis pensamientos sobre qué tipo de elección podría tomar en esa situación».
En las tres primeras semanas de exhibición los miembros del reparto acudieron a veintiséis salas de cine para saludar al público en 169 ocasiones, un número extraordinariamente alto, que se esperaba contribuyera a mantener el interés de los espectadores.

## Estreno y recepción
Hijack 1971 se estrenó el 21 de junio de 2024. El primer día comenzó en segundo lugar, con 99 000 espectadores.Al 18 de julio de 2024 había vendido 1 690 000 entradas en 1155 salas de cine, con una taquilla de 14 602 000 dólares, situándose por este concepto en la cuarta posición entre las películas surcoreanas estrenadas en el año.
Fuera de su país, se estrenó en Taiwán el mismo 21 de junio; en Estados Unidos, Canadá y Vietnam en julio; Malasia, Hong Kong, Indonesia y Singapur en agosto; y Tailandia en octubre. La distribución está a cargo de Sony Pictures.

### Crítica
Kim Ye-seul (Kuki News) escribe que «la película no va más allá de la historia real y continúa de forma ambigua. Puedes sentir los esfuerzos del director por representar el avión en caos, pero no puedes evitar sentir que es un poco torpe. La actuación de los actores lo compensa. Cada vez que el franco Ha Jung-woo y el hirviente Yeo Jin-goo chocan, saltan chispas en la pantalla. También destaca la habilidad de Seong Dong-il. La fuerte presencia de los tres actores es la mayor fortaleza que sustenta Hijack 1971».